# 林淑如
林淑如（1950年12月19日—2005年3月12日）生於中華民國臺灣省苗栗縣，為鴻海科技集團創辦人郭台銘的首任妻子。

## 生平
林淑如畢業於台北醫學院藥學系。畢業後在三重紐約製藥廠實習，於1971年與一同工作的郭台銘認識。1974年與郭台銘結婚，同年郭台銘創立鴻海塑膠，兩人一同創業。婚後兩人生下郭守正與郭曉玲。
2005年3月12日，因乳癌轉移，病逝於台北。墓園位於新北市三峽區愛物園。